# R508B
 (mars 2025).
Si vous disposez d'ouvrages ou d'articles de référence ou si vous connaissez des sites web de qualité traitant du thème abordé ici, merci de compléter l'article en donnant les références utiles à sa vérifiabilité et en les liant à la section « Notes et références ».
Le R508B est un fluide frigorifique composé du mélange azéotropique R23 (46 %) et R116 (54 %). Ce fluide est utilisé en remplacement du R503 pour les installations de réfrigération basse température.

## Caractéristiques
- Apparence :  Gaz incolore
- Composition : 46 % (± 2 %) R-23 (Trifluorométhane), 54 % (± 2 %) R-116 (Hexafluoroéthane)
- Pureté garantie : 99,5 % volume
- Teneur en eau : ≤ 10 ppm poids
- Acidité (HCl) : ≤ 1,5 % volume
- Teneur en incondensables (phase gazeuse) ≤ 0.01 % volume